# Domaniža
Domaniža (in ungherese Demény) è un comune della Slovacchia facente parte del distretto di Považská Bystrica, nella regione di Trenčín.